# Liste der Monuments historiques in Condé-lès-Herpy
Die Liste der Monuments historiques in Condé-lès-Herpy führt die Monuments historiques in der französischen Gemeinde Condé-lès-Herpy auf.

## Liste der Objekte
| Bezeichnung               | Beschreibung | Standort                       | Kennzeichnung | Schutzstatus    | Datum     | Bild |
| ------------------------- | --- | ------------------------------ | ------------- | --------------- | --------- | ---- |
| Taufbecken                | Stein, 11. Jahrhundert | in der Kirche St-Martin (Lage) | PM08000158    | Classé          | 1911      |      |
| Hauptaltar                | Altartisch, Retabel und Gemälde Auferstehung; Stein, Marmor, Ölfarbe auf Leinwand, 18. Jahrhundert; Gemälde von Nicolas Wilbault | in der Kirche St-Martin (Lage) | PM08000159    | Classé          | 1913      |      |
| Gemälde Mariä Himmelfahrt | Ölfarbe auf Leinwand, 18. Jahrhundert; im Ersten Weltkrieg verschwunden                                                          | in der Kirche St-Martin (Lage) | PM08000650    | Classé gelöscht | 1908 1944 |      |